# Oakland Stompers
Oakland Stompers is een voormalige Amerikaanse voetbalclub uit Oakland, Californië. De club werd opgericht in 1978 en later dat seizoen opgeheven. Het thuisstadion van de club was het Oakland-Alameda County Coliseum dat plaats bood aan 50.000 toeschouwers. Ze speelden één seizoen in de North American Soccer League. Daarin werd geen aansprekend resultaat behaald.

## Geschiedenis
De club werd in 1978 opgericht doordat de franchise van Connecticut Bicentennials verkocht werd. De nieuwe eigenaren namen de franchise mee naar Oakland en stichten daar een nieuw team.

## Verhuizing
Na het seizoen in 1978 verhuisde de club naar Edmonton, Canada om de clubnaam te veranderen naar de Edmonton Drillers.